# 茎頂培養
茎頂培養（けいちょうばいよう）は、植物組織培養方法の1つ。茎の先端にある「茎頂」部を切り取り、養分を含む培地にて培養する方法で、成長点培養とも言う。
高品質・高収量など目論み培養苗の育成が行われるが、必ずしも全ての作物において高品質になるとは限らないとの報告もある。高糖度の果実が収穫されるため、ワイン用ブドウでは収穫時期がウイルスフリー化する以前とは変わる事がある。
茎頂部の組織はウイルスが感染しても植物体からの抵抗（RNAサイレンシング）を強く受け、ウイルス蓄積量が減少し、さらには消滅することになる。これにより茎頂培養する際には頂端分裂組織に葉原基をつけた状態で摘出し、培養することでウイルスフリーの植物体を作ることができる。しかし、実際にはウイルスフリーの部分は植物種によっても異なるが、約0.2-0.4mm程度と大変小さく100%ウイルスフリー株を作ることは難しい。一般的に茎頂部を小さく摘出すればするほどウイルスフリーとなる確率は高いが、植物体に再生する確率は低くなる。
培養するための培地や育成環境は目的の植物毎に最適化されている。

## 茎頂培養が行われる植物の例
培養によりウイルスフリー化した植物は、そのまま苗として利用する場合と新たな苗を大量生産するための親として利用される。
通常の育苗と比べると専用の設備を必要とすることから、一般にそのコストを吸収できる程度に付加価値をつけて高価に販売できる植物種だけが経済的に成り立っている。特にウイルスフリー化による無病苗の作出により、培養期間を従来より短縮できるなどのメリットのあるラン類や収量と品質向上効果が得られる作物などでは、茎頂培養が普遍的に普及した培養法になっている。
主なものを挙げると
- ラン類（茎頂培養のことをメリクロンとも呼び、茎頂培養によって作出された苗はメリクロン苗と呼ばれる[12]。）
- イチゴ[14]
- アスパラガス
- ブドウ[3][6]
- サツマイモ[15]
- ジャガイモ
- リンゴ[16]
- リンドウ[8]
- サトウキビ[17]

## 歴史
1960年にフランスのMorelがランの培養に成功した。